# The Sounds of Silence
Sounds of Silence je druhé studiové album dvojice Simon and Garfunkel vydané 17. ledna 1966. Název alba odkazuje na skladbu "The Sound of Silence", která byla prvním velkým hitem této dvojice a která byla vydána již na předchozím albu Wednesday Morning, 3 A.M. a také na soundtracku k filmu Absolvent (The Graduate). Skladba byla doplněna stopami elektrických nástrojů a bicích nahraných studiovou skupinou Boba Dylana 15. června 1965 a vydána v září 1965 na singlu. Skladba "Homeward Bound" byla vydána pouze na britském vydání. Také byla uvedena na disku sady Simon & Garfunkel Collected Works, obojí na LP a CD.

## Seznam skladeb
Není-li uvedeno jinak, autorem skladeb je Paul Simon
1. "The Sound of Silence" – 3:08 
Nahráno: 10. březen 1964 a 15. červen 1965
2. "Leaves That Are Green" – 2:23 
Nahráno: 13. prosinec 1965
3. "Blessed" – 3:16 
Nahráno: 21. prosinec 1965
4. "Kathy's Song" – 3:21 
Nahráno: 21. prosinec 1965
5. "Somewhere They Can't Find Me" – 2:37 
Nahráno: 5. duben 1965
6. "Anji" (Davey Graham) – 2:17 
Nahráno: 13. prosinec 1965
7. "Richard Cory" – 2:57 
Nahráno:14. prosinec 1965
8. "A Most Peculiar Man" – 2:34 
Nahráno: 22. prosinec 1965
9. "April Come She Will" – 1:51 
Nahráno: 21. prosinec 1965
10. "We've Got a Groovy Thing Goin'" – 2:00 
Nahráno: 5. duben 1965
11. "I Am a Rock" – 2:50 
Nahráno: 14. prosinec 1965

### Bonusy (na vydání z roku 2001)
1. "Blues Run The Game" (Jackson C. Frank) – 2:55 
Nahráno: 21. prosinec 1965
2. "Barbriallen" (tradicionál) – 4:06 
Nahráno: 8. červenec 1970
3. "Rose of Aberdeen" (tradicionál) – 2:02 
Nahráno: 8. červenec 1970
4. "Roving Gambler" (tradicionál) – 3:03 
Nahráno: 8. červenec 1970

## Hudebníci
- Paul Simon: zpěv, kytara
- Art Garfunkel: zpěv
- Glen Campbell: kytara
- Hal Blaine: bicí

Album Sounds of Silence bylo nahráno v prosinci 1965 ve studiích CBS v Nashville, Tennessee a Los Angeles, Kalifornie. Producentem byl Bob Johnston.